# Luigi Fortis
Luigi Fortis (26 de febrero de 1748-27 de enero de 1829) fue el vigésimo prepósito general de la Compañía de Jesús.

## Primeros años
Fortis se unió a los jesuitas en 1762, tras sus estudios en el Instituto San Sebastián de Verona a la temprana edad de catorce años. De 1767 a 1770 cursó estudios de filosofía en Bolonia. Tras la supresión de la Compañía de Jesús se dedicó a impartir clases de Humanidades en la Universidad de Ferrara.

## Exjesuita
Tras la supresión, Fortis regresó a su ciudad natal de Verona, donde consiguió un empleo como profesor particular de Matemáticas. No obstante, siguió adelante con su deseo de convertirse en sacerdote, y fue ordenado en 1778. En 1784 estableció contactos con los jesuitas de Rusia, quienes le aconsejaron permanecer en Italia, donde sus servicios eran más necesarios. En 1793 se trasfirió al Ducado de Parma donde los Jesuitas habían sido readmitidos, y renovó sus votos. Durante unos años, enseñó Física e Historia en el colegio de nobles de Parma. Tras la invasión del ducado por el ejército napoleónico en 1804 se convirtió de nuevo en refugiado, esta vez en Nápoles donde la Compañía había sido restaurada. Su docencia en el recién inaugurado colegio de Nápoles (1805) no duró mucho, pues los jesuitas fueron expulsados de nuevo de Nápoles tras el ascenso de Napoleón Bonaparte al trono italiano. Fortis se desplazó a Orvieto y regresó de nuevo a Verona en 1810, mientras ejercía como profesor de Poesía, Matemáticas, Filosofía y Lógica en la medida de lo posible.

## Restauración
Tras la restauración universal de la Sociedad (1814), Fortis fue nombrado provincial de los jesuitas en la península italiana (1815 – 1818) y representante del prepósito general, Tadeusz Brzozowski (1814 –1819), cuando el zar le negó a este último su petición de abandonar Rusia.

## 20.ª Congregación General
La 20.ª Congregación General (tras la muerte del prepósito general Tadeusz Brzozowski) tuvo lugar del 9 de octubre 9 al 10 de diciembre de 1820. El precio pagado por los años largos de supresión y exilio marcó el devenir de la Congregación. Fue necesaria una intervención directa de Pío VII para detener las disputas sobre credenciales e intrigas dentro de la Curia Romana. La Congregación finalmente eligió a Luigi Fortis como prepósito general. Junto a la elección de Fortis, la principal preocupación de la Congregación se centraba en reiterar sin ambigüedad que esta era la misma Compañía de Jesús fundada por san Ignacio de Loyola: Declararon que tanto las constituciones como las declaraciones, como todas las reglas y legislaciones de las congregaciones y cartas precedentes de los prepósitos generales anteriores seguían en vigor. El nuevo papa León XII concedió esta confirmación al padre Fortis a comienzos de su pontificado. En aquellos momentos, existían alrededor de 1200 jesuitas distribuidos en 6 provincias.

## Prepósito general
- El nuevo prepósito general dedicó su corta legislatura a restaurar el tejido de la Compañía de Jesús tal y como había sido conocida antes de la supresión. Las epístolas de Fortis a todos los miembros de la Compañía describen en detalle las costumbres que debían regular la vida de los noviciados y escolásticos.  Aun es posible encontrar folletos de su tiempo que contienen extractos de los antiguos prepósitos generales con listas de las ocasiones en que debían ser leídas en voz alta durante las comidas. El principal logro de Fortis y su generación de jesuitas fue sin duda establecer sin lugar a dudas la continuidad histórica de la Compañía de Jesús restaurada con la Compañía de Jesús fundada originalmente por Ignacio de Loyola, que había existido hasta 1773.
- Fortis Restableció también varias provincias, incluyendo América (México), y tres misiones (Irlanda, Maryland y Misuri) dependían directamente del prepósito general. Llegaron muchas peticiones para que los jesuitas reemprendieran antiguas tareas, especialmente en el campo educativo. Esto incitó a Fortis a iniciar una revisión de la Ratio Studiorum para adaptarla a la nueva atmósfera social y religiosa del siglo XIX.
- Una señal de la renovada confianza del papado hacia la Compañía fue el hecho de que Papa León XII permitiera el retorno de la administración jesuita a la Universidad Romana, así como a la iglesia de San Ignacio, en Roma (1824).

## Muerte
Después de ser prepósito general durante ocho años y tres meses fallece en Roma el 27 de enero de 1829. Está enterrado en la cripta de la iglesia del Gesú. En aquellas fechas la Compañía contaba ya con 2100 miembros en 9 provincias.